# Cheetah (personaje)
Cheetah (llamada Gueparda en español) es una supervillana ficticia que aparece en publicaciones de DC Comics y medios relacionados, comúnmente como la enemiga de la Mujer Maravilla. Fue creada por William Moulton Marston como una alegoría de la locura de las emociones anormales como los celos, así como para ser otra encarnación de lo que él llamó "mujeres menos desarrolladas" (emocionalmente desalineadas) que necesitaban una reforma emocional por parte de un líder amoroso (Mujer Maravilla). El personaje de Cheetah apareció originalmente en Wonder Woman # 6 (fecha de portada: otoño de 1943). Ha sido descrita como "una de las enemigas más emblemáticas de Wonder Woman".
Ha habido cuatro encarnaciones diferentes de Cheetah desde el debut del personaje: Priscilla Rich (la Edad de oro y la plata del Cheetah), Deborah Domaine (la edad de bronce del Cheetah), Barbara Ann Minerva (la post-crisis y la Cheetah actual), y Sebastián Ballesteros (un usurpador masculino que asumió brevemente el papel en 2001). En 2009, Cheetah se clasificó como IGN 69a's más grande villano de cómic de todos los tiempos.
Cheetah es una mujer-guepardo, su piel es amarilla con manchas marrones y negras cubierta de pelaje. Su cabello es de color café claro, al igual que sus ojos. Viste una especie de top y un pantalón corto hecho con retazos de telas, y no utiliza ningún tipo de calzado.
La versión del personaje Barbara Ann Minerva debuta su acción en vivo en la película del DC Extended Universe de 2020, Wonder Woman 1984, interpretada por Kristen Wiig.

## Biografía del personaje

### Edad de Oro, Edad de Plata, y su historia tras la Crisis en las Tierras infinitas
Antes del comienzo de la maxiserie de 12 número que implicó el evento conocido como la Crisis en las Tierras Infinitas, entre 1985 y 1986, (y que se considera como el punto de partida para la continuidad de DC antes del reboot de continuidad de Los Nuevos 52), había dos mujeres que se pusieron trajes de gato con manchas que lucharon contra la Mujer Maravilla como Cheetah: la educada mujer de alta sociedad Priscilla Rich y su sobrina, Deborah Domaine. Mientras que las encarnaciones modernas de Cheetah poseen poderes sobrehumanos, Rich y Domaine nunca los tuvieron.
Para la etapa posterior a la crisis, también se han presentado dos personajes que se convirtieron en Cheetah: Bárbara Ann Minerva y Sebastian Ballesteros, Minerva ha venido siendo la más prominente de los dos. Mientras que las versiones Pre-Crisis los portadores del manto de Cheetah son simplemente mujeres con traje, los post- crisis, las actuales encarnaciones han tomado sus poderes como Cheetah de una forma mística, siendo campeones al servicio de un dios tanto como la Mujer Maravilla es a los dioses olímpicos; transformándola en una poderosa humanoide mujer felina, poderosamente feroz, como la misma naturaleza de un Guepardo o Chita, con una gran fuerza sobrehumana, gran agilidad y garras y colmillos mortíferos que los han hecho difíciles oponentes para la Mujer Maravilla, así como para otros héroes de gran alcance en batalla.

### Priscilla Rich, la Cheetah original

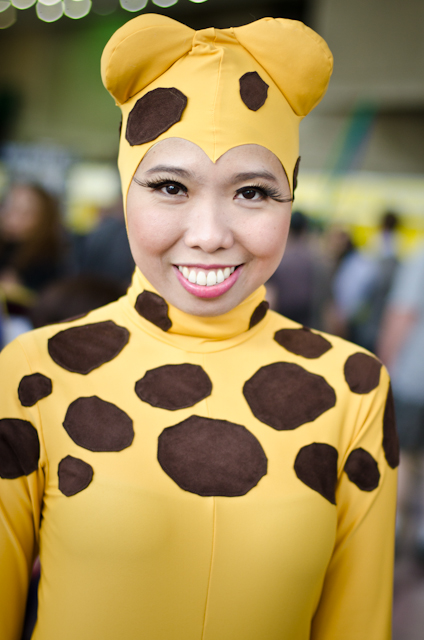
Cosplay de la versión de Rich como Cheetah.

La primera mujer en convertirse en Cheetah, apareció por primera vez en las páginas de Wonder Woman Vol. 1 # 6 (octubre de 1943), es Priscilla Rich, una mujer rubia de clase alta, que vivía en Washington D. C.; formada por una educación aristocrática, caracterizada siempre por su complejo de inferioridad que era muy abrumador, y quien constantemente sufría de un problema de doble personalidad. Después de ser eclipsada por la Mujer Maravilla en un evento de caridad, y de no haber fallecido durante un acto de escapismo, Priscilla se retira a su habitación y se derrumba ante el horror de su maquillaje cuando se miró al espejo. Allí vio una imagen de una mujer vestida como Cheetah. "Qué Horror!" mientras entra en llanto, viendo en su interior su maldad y su yo interior por primera vez. "¿No me conoces?" responde el reflejo. "Soy tu verdadero ser, Cheetah, la traidora, una cazadora implacable!" Dicha imagen le ordena que utilice un traje a la moda de Cheetah, a partir de la confección de la piel de un Chita que tenía en su decoración de su cuarto. "De ahora en adelante," entona una reflexión, "Cuando yo te mande, saldrás vestida como tu verdadera esencia y harás lo que yo te mande..." Cheetah se encontraría por primera vez con la Mujer Maravilla cuando se encontraba ejecutando un robo, cuando se disponía a esconder el botín de dinero en su apartamento, ya que se había avisado a la policía, inmediatamente, prende fuego a un almacén en donde precisamente tiene lugar su primer encuentro con la Mujer Maravilla, a pesar de que la Mujer Maravilla lograse escapar. Ella es aparentemente dada por muerta, pero logra sobrevivir gracias a su traje a prueba de fuego.
Más tarde, secuestra a una joven con habilidades de percepción extrasensorial llamada Gail y utiliza los poderes de la chica para descubrir secretos militares que acaba revelando a los japoneses. La Mujer Maravilla se las arregla para frustrar sus planes y rescatar a Gail, con la advertencia de Cheetah hacia la Mujer Maravilla para que permaneciera alejada de sus asuntos. Pronto regresaría cuando un oficial militar de Estados Unidos organiza una competición entre las atletas de América y un grupo de mujeres entrenadas en Isla Paraíso. Priscilla ata y amordaza a un atleta olímpico saltador de vallas llamado Kay Carlton, y lo suplanta al ponerse su ropa. Disfrazado de Kay, Priscilla se infiltra en el concurso y se las arregla para secuestrar a la reina Hipólita y roba su cinturón mágico. Con Hipólita como su rehén y con sus propios poderes obtenidos gracias al cinturón, se presenta una batalla de Cheetah contra la Mujer Maravilla por el control de la Isla Paraíso. Ella es derrotada cuando la amazona se las arregla para sacarle el cinturón mágico. Temporalmente liberada de la influencia de Cheetah, Priscilla pide permanecer en sla Paraíso hasta que pueda aprender a controlar su doble personalidad.
El intento de Priscilla por tratar de reformarse aparentemente falló, tal como se la ve más adelante como miembro de la organización criminal conocida como Villany Inc., una asociación criminal femenina, compuesta por varios de los enemigos femeninos de la Mujer Maravilla.
Priscilla vuelve a tener varios roces con la Mujer Maravilla antes de retirarse a su mansión de la costa norte de Maryland. En las páginas de la historieta de Wonder Woman Vol. 1 #274 (diciembre de 1980), el villano conocido como Kobra intenta reclutar a la villana para su organización. Para su operación, encuentra en solitario a Priscilla como una inválida. La sobrina de Priscilla, Deborah Domaine había llegado a encuentro, y manteniéndose dentro de los planes de la organización como observadora. Antes de que Priscilla pueda desahogar su alter ego como Cheetah, ella muere.
Posteriormente, DC relanzaría la continuidad del Universo DC con la maxi-serie limitada publicada entre 1985-1986, la Crisis en las Tierras Infinitas, permitiendo la introducción de una nueva Cheetah en la Edad Moderna, llamada Bárbara Minerva. La Cheetah original, Priscilla Rich, se estableció que aún existía en tiempos post-crisis cuando la reina Hipólita optó por tomar el manto como la Mujer Maravilla. Recientemente, se la vio como una anciana cuando sería asesinada por Minerva. También se estableció que nunca se convirtió en inválida durante el periodo Post-Crisis, como menciona Minerva cuando dijo que Priscila había escrito libros en su condena cuando ella se convirtió en Cheetah. Rich sería asesinada en su casa por Minerva, con ayuda de Zoom. Zoom teoriza que si Minerva mata a Rich, ella se consolidará así misma como la única y verdadera Cheetah y así será una mejor villano.
Con el relanzamiento del 2011] (Los Nuevos 52), Rich fue retconeada en la continuidad. Priscilla Rich ahora sería considerada como uno de los muchos alias falsos de Bárbara Minerva que ha utilizado para cometer delitos como Cheetah.

### Deborah Domaine
Deborah "Debbie" Domaine fue introducida como la sobrina de Priscilla Rich. Una chica muy joven y bella y principiante, Debbie siente remordimiento por su crianza de su vida en la riqueza y decide convertirse en una eco-activista en favor del medio ambiente, en cumplimiento hacia la Mujer Maravilla y poder entablar una amistad con ella. Más tarde, ese mismo día, Debbie es convocada a la mansión de su tía Priscila y la encuentra allí, sucumbiendo en una enfermedad. posteriormente, Priscilla Rich fallecería, sin embargo, los operativos de la organización Culto a Kobra capturan a Deborah, que posteriormente la traerían junto con el traje de Cheetah de su tía, a la sede de Kobra, donde se la cuestiona: "¿Usted no sabía sobre la vida secreta de su tía, verdad? Bueno, usted aprenderá- entenderá que no podíamos tener a la original, decidimos conformarnos con una recreación. Usted será nuestra nueva recreación, Señorita Domaine.".
Kobra tortura y le lava el cerebro a "Debbie" y le proporciona una versión actualizada del traje de Cheetah. El traje original incluía una capucha con orejas de gato y garras, y unas botas con suela plana. Esta versión del traje de Debbie tiene un cuello en V, teniendo un corte con el esternón, una diadema con orejas de gato (oculto en su mayor parte por debajo de su pelo largo castaño), y botas de tacón. Ambos trajes incluían clavos de acero cromados y afilados, pintados de color rojo brillante. "Yo seré tu siervo, y yo, su maestro. Usted es ahora Cheetah!" además aclama: "Y tú te vas va encargar de llevar al mundo el terror!". Por tanto, Debbie también tendría varios conflictos con la Mujer Maravilla y también serviría como miembro de la Sociedad Secreta de Supervillanos entrando en conflicto tanto con la Liga de la Justicia de América y la Sociedad de la Justicia de América, antes de que su papel como Cheetah fuese retconeado al dejar de existir debido a la historia que alteró gracias a las secuelas de la Crisis en las Tierras Infinitas (1985-1986). Debbie aún seguiría existiendo en el mundo Post-Crisis, como fue señalado en una foto en la mansión de Priscilla Rich, donde aparecería una inscripción de Debbie a su tía que dice: "A Tía Priscilla, Con amor, Debbie."
Desde el reboot de la continuidad en 2011 (Los Nuevos 52), Deborah Domaine volvería a ser retconeada en la nueva continuidad, y su nombre pasó a ser simplemente uno de los muchos alias de que se ha servido Brbara Minerva para cometer delitos como Cheetah.

### Bárbara Ann Minerva

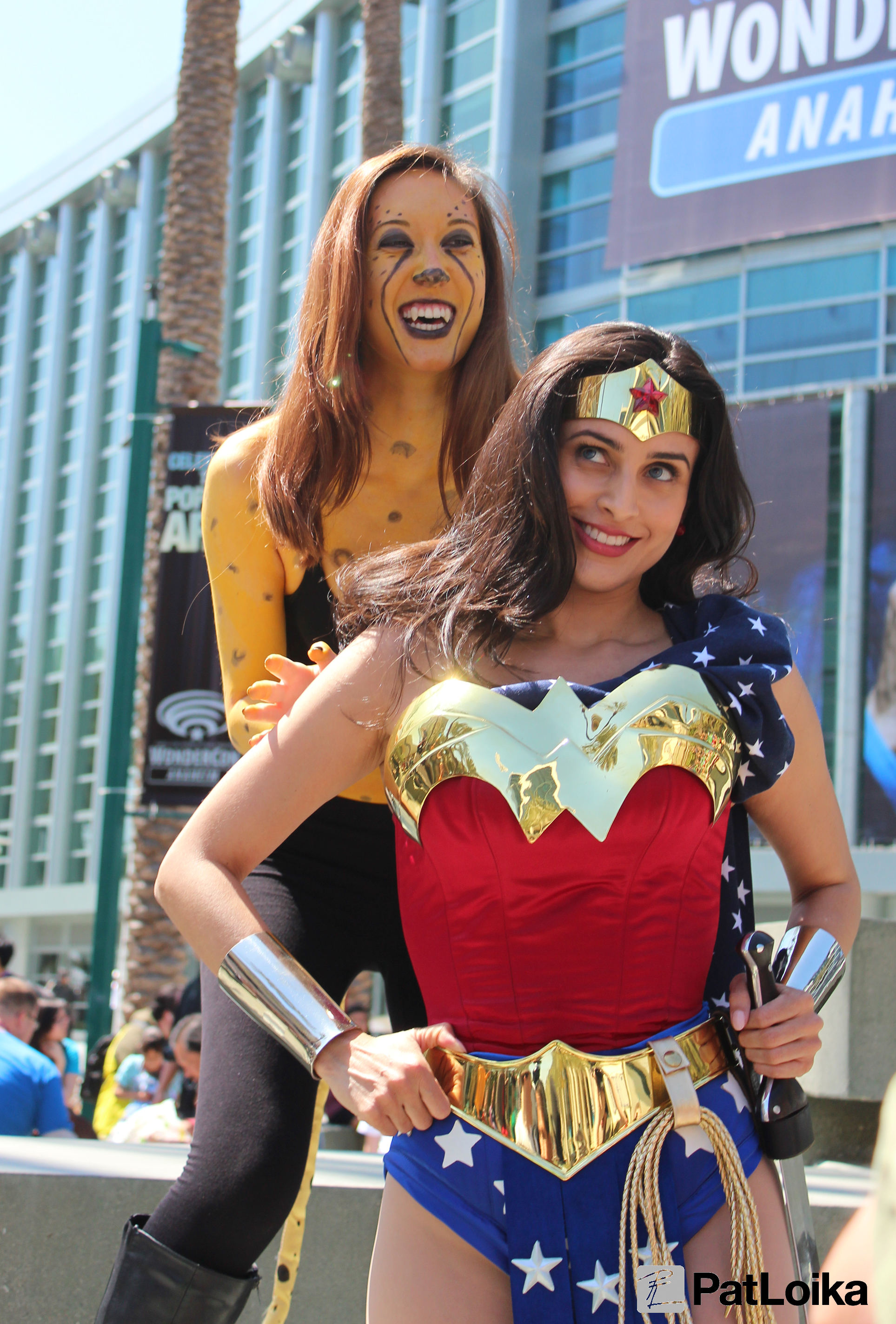
Cosplay de la versión de Minerva como Cheetah al lado de la Mujer Maravilla.

La tercera Cheetah sería una arqueóloga británica, la doctora Bárbara Ann Minerva, nacida como una heredera de una gran fortuna de la antigua familia en Nottinghamshire. Ambiciosa, egoísta y severamente neurótica, Bárbara desarrolló una pasión por la arqueología, que finalmente la llevó a buscar a una tribu en África, por la cual fue utilizada para ser la siguiente portadora de un poder místico el espíritu de un ser llamado Cheetah. Una banda de merodeadores matarían al guardián y la mayor parte de lo que quedaba de la expedición que lideró Bárbara. Bárbara, con la ayuda del sacerdote de la tribu, Chuma, guardián de una antigua planta perteneciente al dios Urzkartaga, hizo que tomara su lugar después que le mencionó que con este poder podría ganarse la inmortalidad. Sus poderes serían conferidos a ella, pero tenía que ingerir una combinación de sangre humana, bayas y una hojas de la planta del dios Urzkartaga. Por desgracia para Minerva, la personalidad del anfitrión de la criatura mística conocida como "Cheetah" estaría destinada a ser virgen. Por lo tanto, Minerva no resultó lo que debía ser, por lo que sus transformaciones eran en parte una maldición y a la vez en parte una bendición, a medida que experimentaba un dolor severo y una discapacidad física, mientras que en su forma humana y su euforia por la sed de sangre, le causaba una especie de locura, mientras esta adquiría la forma de un Chita o Guepardo.
Esta Cheetah era de alguna manera, un personaje que estuvo activo antes de la primera aparición de la Mujer Maravilla en la etapa Post-Crisis, justamente durante la cual, Bárbara se enfrenta a Catwoman en Roma durante los acontecimientos de la historia denominada, Batman: Dark Victory y Catwoman: Si vas a Roma.
En esta versión, Cheetah entra al mundo de Mujer Maravilla, cuando Bárbara descubre que Diana posee el lazo dorado de la verdad. Como arqueóloga, Bárbara ambiciona el lazo con la esperanza de añadirlo a su colección de objetos históricos. Ella primero intenta robarlo a través del engaño, alegando que no es un artefacto antiguo, como la Faja de Oro de Gaya, del mismo material de la misma clase con la que se formó el lazo. Por desgracia, aunque el plan procede como tal, para tratar de llevar a cabo la obtención del lazo, para que Minerva pueda mantener el lazo, el poder mágico del lazo tiene que hacer que la gente dijera la verdad, por esto mismo esto obligó a confesar sus verdaderas intenciones. Diana, profundamente angustiada por una mujer que sería tan traicionera, tomaría de nuevo el lazo y regresaría a casa llorando. Con el sutil y complicado acercamiento fallido, Minerva a atacaría a la amazona como Cheetah con el fin de robarle el lazo. Su batalla inicial termina con resultados no concluyentes, como la amiga de Diana, Julia Kapatelis, a quién le dispara a Cheetah obligándola a retirarse.
Con los años, el interés de Bárbara por el lazo disminuyó, y se volvió más interesada en superar a Diana en batalla debido a su ego herido. La rivalidad entre Cheetah y la Mujer Maravilla sin embargo, ha ido variando. La Mujer Maravilla le salvaría la vida a Cheetah durante una aventura en el país balcánico de Pan Balgravia. El dictador del país, el Baron Von Nastraed, por razones desconocidas, decide ayudar a un demonio llamado Drax, mediante la captura de una poderosa mujer metahumana. El cuerpo de dicha mujer cautiva sería utilizado para albergar el cuerpo de la novia proveniente de la dimensión alternativa de Drax Barremargux. Cuando el Barón captura a Cheetah para este propósito, la Mujer Maravilla.viaja al país para salvarla. En el último momento, cuando Barremargux está a punto de entrar a Tierra 1 (Nueva Tierra), Bárbara cierra la puerta de la entrada antes de que pudiera cruzar y pudiese ser completado el salto al o{tro mundo para que el ser demoníaco no tomase su cuerpo en su lugar. Bárbara estaría atrapada en esta dimensión demoníaca hasta que el jefe de la mafia de Boston Julianna Sazia tuvo a varios científicos que lograrían abrir la entrada dimensional para recuperar a Bárbara y que pudiera servir para sus propios fines. Bárbara traicionaría a Julianna, eligiendo ayudar a la Mujer Maravilla cuando esta se ve atrapada en una guerra entre la mafia de Paulie Longo y Julianna Sazia en la ciudad de Boston. Al ver su deuda que tuvo con la Mujer Maravilla luego de ser pagada por intentar rescatar a ella en Pan Balgravia, Cheetah continuaría su búsqueda para buscar como derrotar a la Mujer Maravilla cuando crea que esto fuese conveniente para ella.
Durante un breve período de tiempo, Minerva pierde sus poderes, ante el empresario conocido como Sebastian Ballesteros, convenciendo a Urzkartaga que podía ser un mejor Cheetah más eficaz de lo que ella era. Minerva más tarde mataría a Ballesteros y recupera sus poderes.
La relación de Minerva que tiene con Urzkartaga se cuela a veces a los demás por su intensa devoción y lealtad que tuvo Minerva. Durante un breve período de tiempo el dios castiga a Minerva dejando una de las manos de Minerva en su forma humana y sin estar transformada, incluso mientras que ésta se encontraba su forma de Cheetah, aunque parece que todavía estaba plenamente facultada como el resto de su cuerpo e igualmente era mortal. Con la ayuda de Zoom, Minerva alcanzaría un nivel de supervelocidad aún mayor de la que anteriormente poseía. Ella lograría esto mediante el asesinato de Priscilla Rich, que previamente había sido por mucho tiempo la anterior Cheetah. Más tarde, se unirían a la última encarnación de la Sociedad Secreta de Supervillanos, y pareciendo que estuviesen involucrados en un romance, aunque zoom consideraría esto mismo que era como si todavía estuviese casado con su exesposa.
En el "Un año después", la bruja Circe le hace un hechizo a Minerva, permitiéndole cambiar su apariencia de humano a Cheetah a voluntad, a pesar de que todavía permanecería en su estado de Cheetah, ya sea al menos en apariencia. Ella controlaría tres guepardos reales, y aún poseyendo su poder de supervelocidad, lo que se demostraría su capacidad para robar el lazo dorado de la verdad a instancias de la nueva Mujer Maravilla Donna Troy, que varias veces lo hizo durante una batalla. Ella se volvería a aparecer más adelante en la boda especial de Green Arrow y Canario negro en el especial de Bodas de la Liga de la Justicia de América, cuando formaba parte de una nueva Liga de la Injusticia junto a Lex Luthor y el Joker. Ella también volvería a aparecer en la Salvation Run. y en las páginas del tie-in de Crisis Final, Crisis Final: La Resistencia, donde une fuerzas con Checkmate para poder rebelarse contra Darkseid, gozando de una breve relación con Snapper Carr. En las páginas de la Mujer Maravilla, se revela como el poder detrás de la Sociedad Secreta, es responsable de la creación de Genocidio. Ella haría arreglos para que su aliado, el Doctor Psycho tomase el lugar del Sagento Steel como director del Departamento de Asuntos Metahumanos, para que, en medio de la destrucción causada por Genocidio, pudiera personalmente duirigir la destrucción.

#### Los Nuevos 52
El reinicio de continuidad conocida con la iniciativa de Los Nuevos 52, y que también fue el relanzamiento de los personajes de DC Comics y el estreno de nuevas series, uno de los títulos principales, el de la Mujer Maravilla sería lanzado. Allí, el personaje fue recreado, para ser una imagen corrupta y un antecedente previo una villana de la Mujer Maravilla. Bárbara Ann Minerva (que había estado utilizado varios alias que pasaban a ser los nombres de las diferentes encarnaciones del personaje) se reintrodujo como Cheetah. Como parte de una nueva historia de fondo, Minerva es conocida como una amiga de la Mujer Maravilla y experta en reliquias peligrosas, habiendo previamente crecido en una comuna de solo mujeres llamada "Amazonia". Con la posesión de una daga que perteneció a una tribu perdida de Amazonas, (Bana-Mighdall) con dicha daga se había cortado. Resultó que estaba poseída por la diosa de la caza, transformándola en un ser híbrido humano/Cheetah. Sus garras también podían convertir a un metahumano como Superman en un Cheetah similar. El origen de Cheetah se remontaría a la tribu San, que durante siglos habían cazado junto a los Cheetah y cada generación uno de sus miembros era elegido para convertirse en el anfitrión de la diosa de la caza, hasta que un día, un cazador mató al último anfitrión; el cuchillo usado para matarla fue maldecido, hasta que cayó en manos de Minerva. Cheetah sería sometida por la Liga de la Justicia y posteriormente trasladada a la prisión de Belle Reeve. Sin embargo, una vez allí, se pone en contacto con alguien diciéndole quién fue la que pidió sus servicios, lo que implicaría que su captura fue efectuada como parte de un plan más grande.

##### Maldad Eterna
Durante los acontecimientos de la saga Maldad Eterna, Cheetah sería uno de los supervillanos reclutados por el Sindicato del Crimen para unirse a la Sociedad Secreta de Supervillanos Una visión de Psi mostraba a Steve Trevor fue que Cheetah tendría posesión del lazo de la verdad de la Mujer Maravilla siendo escondido en el Central Park de Nueva York. Cuando Steve Trevor y Killer Frost llegaron a Central Park para buscar a Cheetah, terminan siendo emboscados por Cheetah y a su equipo (conformado por Elephant Man, Hellhound, Lion-Mane, Mäuschen, Primeape, y Zebra-Man). Cheetah amarra a Trevor utilizando el lazo de la Mujer Maravilla. Steve Trevor, logra superar el lazo y le explica que Diana solo ella podría usarlo puesto que solo personas como ella eran capaces de utilizarlo puesto que debía ser una persona de bondad y corazón puro. Como Cheetah no sabía de este tipo de cosas, Trevor se las arregla para obtener el lazo y huir de Cheetah. Mientras Killer Frost escapa y congela la casa de las fieras de Cheetah, Steve Trevor golpea a Cheetah aturdiendola.

##### DC: Renacimiento
Después de lo sucedido en DC: Renacimiento, origen de Cheetah sería alterado drásticamente. Cuando era niña, Bárbara Ann Minerva disfrutó su gusto por la mitología y la aventura. Al rebelarse contra de los deseos de su padre, Minerva se convirtió en arqueóloga y viajó por el mundo. Después de que la princesa Diana de las Amazonas volviese a Estados Unidos con el coronel Steve Trevor, Minerva fue la primera en hablar el griego antiguo de Diana y se convirtió en la primera amiga de Diana. En algún momento más tarde, Minerva descubriría el Culto de Urzkartaga y se transformaría en Cheetah.
La Mujer Maravilla viajaría a África en busca de Cheetah. Allí se reunió con Cheetah pero la agresividad de Cheetah hizo que se enfrentase a Wonder Woman, y en última instancia, a sí misma. La batalla continuaría hasta que Mujer Maravilla le revela a Cheetah que es incapaz de localizar Temyscira y que necesita su ayuda. A cambio de su ayuda en la búsqueda de Temyscira, la Mujer Maravilla se comprometía a matar al dios Urzkartaga y poner fin a la maldición de Minerva. Mientras se da la batalla a la par, por el camino la Mujer Maravilla se encuentra con los esbirros de Bouda (conocido como el Hombre Hiena) de Urzkartaga. Bouda la derrota, mientras que un hombre llamado Andrés Cadulo, temeroso de Urzkartaga, planea sacrificar a Steve Trevor ante el dios planta. Una vez que recupera su forma humana, Minerva acepta ayudar a la Mujer Maravilla para encontrar su camino de regreso a la Isla Paraíso. En esta versión, Barbara reveló que se había convertido en Cheetah no porque ella no fuese virgen, sino porque Urzkartaga le había estado mintiendo, ya que tanto Cheetah como las mujeres que antes sirvieron a Urzkartaga en realidad eran sus antiguas guardianas, encargadas de mantener preso al dios del mal. Además, a pesar de ser enemigos, Diana demuestra que todavía podía salvar y cuidar a su antigua amiga y realmente quiere ayudarla. De hecho, a Cheetah se le vio involucrada con Verónica Cale y su organización.

### Sebastián Ballesteros

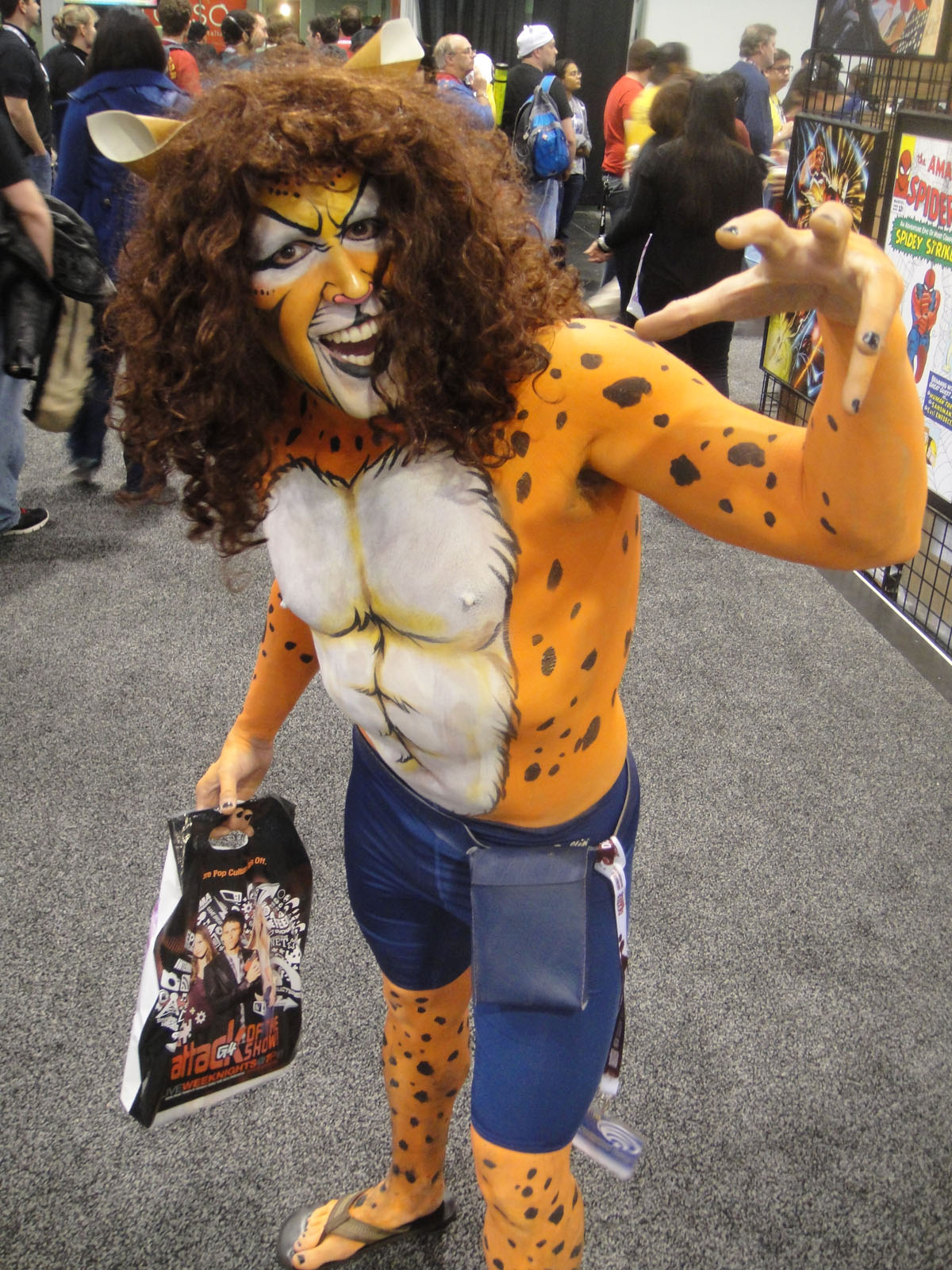
Cosplay de la versión de Ballesteros como Cheetah.

El magnate argentino conocido como Sebastián Ballesteros se convertiría en el cuarto usuario que llevaría el manto como Cheetah, y hasta el momento ha sido el único Cheetah masculino. Él es un agente enemigo de las amazonas, además, también es conocido por ser amante de la hechicera Circe. Él busca la deidad planta conocida como Urzkartaga para poder convertirse en la nueva versión de Cheetah, una criatura felina sobrenatural, al igual que lo hacía Bárbara Ann Minerva. Apelando al ego del dios planta, Sebastian cuestiona y convence al dios de que las anteriores encarnaciones de Cheetah habían estado fracasando en sus acciones y que un hombre que asumiera el papel de Cheetah podría ser completamente superior. Una vez que Urzkartaga queda convencido, el acceso de Bárbara Minerva a los poderes de Cheetah queda restringido y Sebastian se le concede su poder en su lugar. Más tarde, Sebastian demuestra ser responsable de convertir a la vieja amiga de la Mujer Maravilla, Vanessa Kapatelis, en la tercera Silver Swan. Enfurecida por la pérdida de sus poderes, Bárbara Minerva finalmente lucha por sus poderes contra Ballesteros por el control de Cheetah, al convertirse en anfitrión temporal de Tisiphone, una de las denominadas Euménides o Furias. Minerva obtuvo el acceso a este nuevo poder gracias al robo de los poderes de la antigua representante de las Furias, Helena Kosmatos, conocida en la época de la Edad de Oro de los cómics como Fury. Esto no le permite que pueda ayudarle completamente la recuperación de sus poderes para poder convertirse de nuevo en Cheetah. En última instancia (tras bastidores) Minerva finalmente mataría a Sebastian en su forma humana, como la última alternativa para que pudiera recuperar su transformación como Cheetah. Más tarde, se ve que da su sangre a la deidad Urzkartaga como sacrificio y para demostrarle que aún era apta para el título.
Al igual que con Rich y Domaine, DC Comics eliminó de la continuidad a Ballesteros durante el reinicio de los Nuevos 52 en el año 2011. En los cómics de la Liga de la Justicia, en lugar suyo aparece el nombre Sabrina Ballesteros, uno de los muchos alias que Bárbara Minerva ha estado utilizando para cometer delitos como Cheetah.

## Poderes y habilidades
Priscilla Rich y su sobrina Deborah Domaine realmente nunca poseyeron habilidades místicas o superpoderes, pero sí habilidades para el combate cuerpo a cuerpo; en el caso de Barbara Ann Minerva y Sebastián Ballesteros, sus habilidades y poderes dependían de un ritual de transformación al hacer un sacrificio sangriento ante el dios planta Urzkartaga, que a cambio de beber la sangre de un humano sacrificado te convierte en un cheetah o guepardo, una criatura sedienta de sangre con habilidades sobrehumanas como la superfuerza y la supervelocidad, poderes lo bastante fuertes como para librar un combate cuerpo a cuerpo contra la Mujer Maravilla. Además, en el caso de Minerva, aumentó su supervelocidad, gracias a un experimento en conjunto con su examante, el velocista y enemigo de [[Flash (historieta
)|Flash]] (Wally West), Zoom. Barbara Ann Minerva posee, como se ha dicho anteriormente, varios poderes sobrehumanos y mágicos que van desde una fuerza sobrehumana y descomunal hasta una gran agilidad y una velocidad incluso mayor que la de la Mujer Maravilla; también es capaz de dar saltos largos y altos totalmente sobrehumanos, posee garras mágicas increíblemente afiladas capaces de cortar y hacer sangrar con el menor contacto incluso a un kryptoniano (como Superman): también posee una larga y fuerte cola con la que puede derribar árboles y objetos de gran peso y tiene unos sentidos muy desarrollados como su olfato y visión nocturna especialmente para la caza, cabe decir que puede controlar a todo felino a su antojo. Además uno de sus poderes más recientes, introducido en la serie de cómics New 52, le permite infectar con sus colmillos a cualquiera (en una ocasión infectó a Superman, haciendo que pelease contra la Liga de la Justicia) convirtiéndolos en criaturas primitivas con aspecto de guepardo bajo su control. Cabe también mencionar que el ritual de transformación ante el dios planta Urzkartaga era para alguien virgen, característica que Barbara Minerva no poseía por lo que es maldecida, siendo que en su forma humana Barbara es débil y vulnerable mientras que en su forma de Cheetah se vuelve cada vez más sedienta de sangre y carne, incluso humana, volviéndose ella más salvaje y perdiendo su humanidad con el tiempo.

## Otras versiones alternativas

### DC: The New Frontier
- Una versión alternativa de Cheetah (Priscilla Rich) aparece brevemente en el último número del cómic Elseworld DC: The New Frontier.

### Wonder Woman: Amazona Azul
- Otra versión alternativa de Cheetah aparece en el cómic de la línea Elseworlds Wonder Woman Amazona Azul.

### JLA /Avengers
- Cheetah aparece brevemente como villana bajo el control de Crona luchando contra la Avenger Tigra.

### Wednesday Comics
- Una versión modernizada de Priscilla Rich aparece como una de los antagonistas principales de la historieta de la Mujer Maravilla en el sello de DC Comics conocido como Wednesday Comics. Aquí, se la representa como una joven arqueóloga de una familia rica de Baltimore, que se dedica a descubrir y buscar artefactos encantados que le conceden habilidades sobrehumanas. Al principio ella se hace amiga de una joven Diana, (antes de que ella se convierta en la Mujer Maravilla), tras conocerla, pronto revela su naturaleza traicionera cuando se secuestra a la amiga de Diana, Etta y la usa como cebo para una trampa tendida por Doctor Poison. Al final, tanto Priscila y Poison son derrotadas por la Mujer Maravilla.

### Justicia
- La versión Priscilla Rich, de Cheetah, aparece como miembro de la Legión del Mal en la serie Elseworlds limitada escrita por Alex Ross Justicia. Aquí, ella muestra que ha diseñado su traje a partir del uso de la piel de sus mascotas, unos guepardos que ella violentamente sacrificó y despellejó para un ritual antiguo (siendo esto probablemente como una reminiscencia a la versión Barbara Ann Minerva). En esta versión, también aparece haberse retirado en algún momento antes de los acontecimientos de la serie, además, la Mujer Maravilla menciona que Priscilla se volvió al lado de los "dioses oscuros" luego de haber sido su amiga en algún momento. Ella es vista por primera vez en la apertura de la serie como una de los muchos villanos que sufren pesadillas acerca del fin del mundo, y la incapacidad de la Liga de la Justicia para detener ese suceso. Priscilla reaparece en el cuarto número, asistiendo a una conferencia de paz realizada por la Mujer Maravilla junto sus nuevos guepardos, pero los mata una vez en su habitación del hotel antes de poder llevar a cabo el ritual antiguo y ponerse su traje hecho con sus pieles. Cuando la Mujer Maravilla abandona la sesión, Cheetah la ataca en el pasillo, golpeándola varias veces antes de que ella escape. Se revela más adelante en el transcurso de la serie que las garras de Cheetah se infectó con sangre del centauro, y que Diana se estaba convirtiendo de nuevo en arcilla. Este ataque de Priscila es aparentemente el más exitoso, así como la Mujer Maravilla se desmorona lentamente hasta el punto de que su cara se había vuelto negra y agrietada por el tiempo en que la Liga de la Justicia había atacado el cuartel del Salón del Mal, confiando en los poderes del lazo de la verdad para evitar que desintegrara en otro lugar. Se menciona que un ciudadano dijo que Cheetah gobernaba a una ciudad llena de aquellos que se consideran "horribles" por la sociedad. Después de que la Liga ataca a la Legión del Mal, Priscilla es una de los pocos villanos que logran escapar al ataque inicial, retirándose a su ciudad a la espera de su encuentro con la Mujer Maravilla. Cuando Diana sigue a Cheetah junto con varios otros miembros de la JLA, pronto se dan cuenta de que Cheetah está acechando a la gente y la Mujer Maravilla le dice a la gente que se vaya para que pueda hacerle frente a Priscila ella misma. Casi inmediatamente después escapara Cheetah es emboscada por la Mujer Maravilla, quitándose la máscara protectora para exponer la sangre de Cheetah y que el Centauro casi la había matado. Diana le dice a Cheetah que ha perdido toda la paciencia con Priscilla, antes de que la golpeara violentamente en la cabeza, rompiéndole su máscara de Cheetah por la mitad y golpeando a Priscilla.

### Wonder Woman: Odyssey
- Una versión de Cheetah aparece en la historia "Odyssey", una historia alternativa donde los dioses alteran la historia de origen de Diana para que Temyscira fuese destruido cuando era niña. La nueva versión de Cheetah es creada a partir del cadáver de una amazona asesinada después de que disminuyó el poder de restauración de un pozo místico, y se le infunde el espíritu de Magaera por el Morrigan (unos villanos que están a la caza de la Mujer Maravilla). Junto a unas versiones de Artemis y Giganta (ambas de los cuales también fueron creadas a partir de los cuerpos de amazonas muertas), la nueva Cheetah tiene la tarea de cazar y matar a la Mujer Maravilla.[29] Después de localizar un hogar seguro donde Diana vive con los últimos supervivientes de Themyscira, Cheetah la embosca brutalmente y mata a un joven amazona mientras ella escapa. Cheetah posteriormente es mostrada con el cuerpo de una mujer tras bastidores, murmurando acerca de cómo ella también va a renacer muy pronto.[30]

### Flashpoint
- En la línea de tiempo alternativa del evento contado en la serie limitada Flashpoint, Cheetah se unió a las furias de Mujer Maravilla.[31] Después de que las Furias atacan a Grifter y a la Resistencia, Cheetah es brutalmente canibalizada por Etrigan al convertirse en su cena.[32]

### Injustice: Gods Among Us: Historieta
- La versión Bárbara Ann Minerva como Cheetah aparece en la adaptación del videojuego Injustice: Gods Among Us en una serie de historietas, apareciendo al lado unos villanos en un bar de Keystone City, viendo jugar a los dardos a otros villanos mientras que Flash y la Mujer Maravilla aparecen repentinamente en frente de Cheetah que estalla ante esta en incredulidad, por lo que prepara sus garras preparándose para atacar, aunque la Mujer Maravilla le dice que solo están aquí por Mirror Master y que ellos no quieren problemas. Cuando se le acerca Cheetah de manera amenazadora y le pregunta: "¿Y si queremos problemas?" La Mujer Maravilla le aconseja que no intenten atacarla, dejando al descubierto al resto de la Liga de la justicia que se encuentra afuera y Cheetah retrocede.

### Scooby-Doo Team-Up
- En el primer crossover mensual regular y digital con el elenco de Scooby-Doo, Cheetah se disfraza como fantasma para atacar al Salón de la justicia junto con el resto de la Legión del Mal. En conjunto, la Legión captura y reduce a cada miembro de los Superamigos hasta que solo Fred, Daphne, Velma, Shaggy y Scooby se quedan. Scooby y su pandilla serían capaces de mantener a raya a la Legión del Mal hasta que los Superamigos que habían sido reducidos previamente por una máquina de la Legión de Mal habían sido liberados de su cautiverio. Después de que Scooby y Shaggy se convirtieran en Yellow Lanterns, restauraran al tamaño normal a los Super Amigos, Cheetah y el resto de la Legión del Mal serían derrotados.[33]

### Sensation Comics Featuring Wonder Woman
- Cheetah aparece en varias historias en la serie antológica fuera de continuidad Sensation Comics Featuring Wonder Woman. Ella batalla contra la Mujer Maravilla brevemente en una de sus historias, titulada "Taketh Away", y allí se reveló que el Doctor Psycho había estado controlando telepáticamente a la Mujer Maravilla.[34] En "Generations", se encuentra buscando una mítica criatura mitológica, el huevo de un Fenix, del cual se dice que puede conceder la inmortalidad. Después de una larga batalla contra Mujer Maravilla, Cheetah huye.[35] En "The Problem with Cats," Una niña juega con las muñecas de su hermana, una de los cuales está vestida para parecerse a la versión Priscilla Rich de Cheetah.[36] En "Island of Lost Souls," Bárbara Minerva solicita la ayuda de Marvila para recuperar la planta que le otorga sus poderes para poder salvar la vida de Cheetah.[37]

### Wonder Woman ´77
- En la adaptación en historieta de la serie de televisión Mujer Maravilla, Una ilusión de Priscilla Rich aparece en el segundo arco de una historia en el cómic de Wonder Woman ´77, aunque ella no tiene ninguna aparición en la serie de televisión. Ella, junto a otros enemigos de Wonder Woman, fue creada por el Doctor Psycho con el fin de luchar contra la Mujer Maravilla. Esta Cheetah exclama: "He estado esperando varias décadas para este momento", implicando que había luchado contra la Mujer Maravilla en la década de 1940.[38] Más adelante en la serie, una versión no televisada de Bárbara Minerva aparece en la historieta como Cheetah, que tiene un origen similar a la homóloga de Los Nuevos 52. Su fuente de poder se revela, gracias a que es otorgada por la diosa egipcia Mafdet.[39] Después de una batalla contra la Mujer Maravilla, sería derrotada y puesta en detención.[40] Más tarde, vuelve a aparecer escapando de prisión. Ella convence a Clayface para atacar a la Mujer Maravilla con el fin de restaurar su salud.[41]

### La Leyenda de la Mujer Maravilla
- Priscilla Rich aparece en esta historia de origen alternativo de la Mujer Maravilla como una aliada del Partido Nazi. Ella menciona que es una "proveedora de necesidades extravagantes" a la Alemania Nazi.[42]

### Superman: American Alien
- Bárbara Minerva aparece en la historieta fuera de continuidad de Max Landis titulada, Superman: American Alien como una joven de la alta sociedad a bordo de un yate de cumpleaños destinada a Bruce Wayne. Allí conoce a Clark Kent, y los dos comienzan una breve relación romántica. Ella expresa su interés por convertirse en una arqueóloga, un guiño a su homóloga principal de la continuidad del Universo DC.[43]

## Apariciones en otros medios

### Televisión
- La versión de Cheetah hizo gala de su aparición en la serie animada de los El Desafío de los Super Amigos.
- Cheetah (La versión de Bárbara Ann Minerva) es la versión que aparece en la serie de televisión de La Liga de la Justicia y su secuela, la Liga de la Justicia Ilimitada.[44]
- Bárbara Minerva volvería a aparecer para la serie animada de Batman: The Brave and the Bold.
- En el cortometraje de Super Best Friends Forever de los cortos de DC Nation, aparece la encarnación de Bárbara Minerva.
- Una versión de una mascota de Priscilla Rich también aparecería en un cortometraje titulado, DC Super Pets.
- En la película animada de la línea de juguetes DC Super Friends de Imaginext, una versión de Priscilla Rich aparece como Cheetah.
- La línea de juguetes de Mattel, DC Super Hero Girls, creó una serie de cortos animados, junto con la película animada DC Super Hero Girls, Héroe del año, donde Cheetah es una estudiante de la academia de Superhéroes, así como también en el especial Super Hero High.
- Bárbara Minerva es la encarnación de la nueva serie animada, Justice League Action. En el corto animado "Quality Time", ella lucha contra Flash mientras otros miembros de la Liga de la Justicia luchan contra Hiedra Venenosa, Star Sapphire y Ember.
- La versión de Barbara Ann Minerva de Cheetah aparece en la serie animada de televisión DC Super Hero Girls, con la voz de Tara Strong. Esta versión, que usa el apodo civil "Barbi", es una estudiante adolescente de secundaria adinerada que se pone celosa de la popularidad de Diana Prince (Mujer Maravilla). Ella intenta lanzar una maldición sobre Diana usando un ídolo de gato dorado, pero en cambio se maldice a sí misma para transformarse en Cheetah. A diferencia de otros claveles, ella puede controlar su transformación dentro y fuera cuando lo desee.
- La versión de Barbara Ann Minerva de Cheetah hace apariciones sin hablar en la serie animada de Harley Quinn, varias de las cuales la establecen como miembro de la Legión del Mal.[45]

### Cine
Bárbara Minerva ha sido la única versión de Cheetah en aparecer en los filmes animados directos a video, en las cuales se destaca como cameo o aparición secundaria, tales películas son:
- Wonder Woman (2008).
- Justice League: The New Frontier (2008).
- Superman/Batman: Public Enemies (2009).
- Justice League: Doom (2012).
- JLA Adventures: Trapped In Time (2014).
- Batman Unlimited: Animal Instincts (2015).
- Liga de la Justicia: Dioses y monstruos (2015).
- Lego DC Comics Super Heroes: Justice League: Attack of the Legion of Doom (2015).
- Justice League vs. Teen Titans (2016).
- Batman Unlimited: Mechs vs. Mutants (2016).
- DC Super Hero Girls: Hero of the Year (2016).
- DC Super Hero Girls: Intergalactic Games (2017).
- Lego DC Super Hero Girls: Brain Drain (2017).
- Lego DC Comics Super Heroes: The Flash (2018).
- Lego DC Super Hero Girls: Super-Villain High (2018).
- Death of Superman (2018).
- Wonder Woman: Bloodlines (2019).
- Justice League Dark: Apokolips War (2020).
- Batman: Death in the Family (2020).
- Catwoman: Hunted (2022).
- Teen Titans Go! & DC Super Hero Girls: Mayhem in the Multiverse (2022).

#### Versión acción en vivo

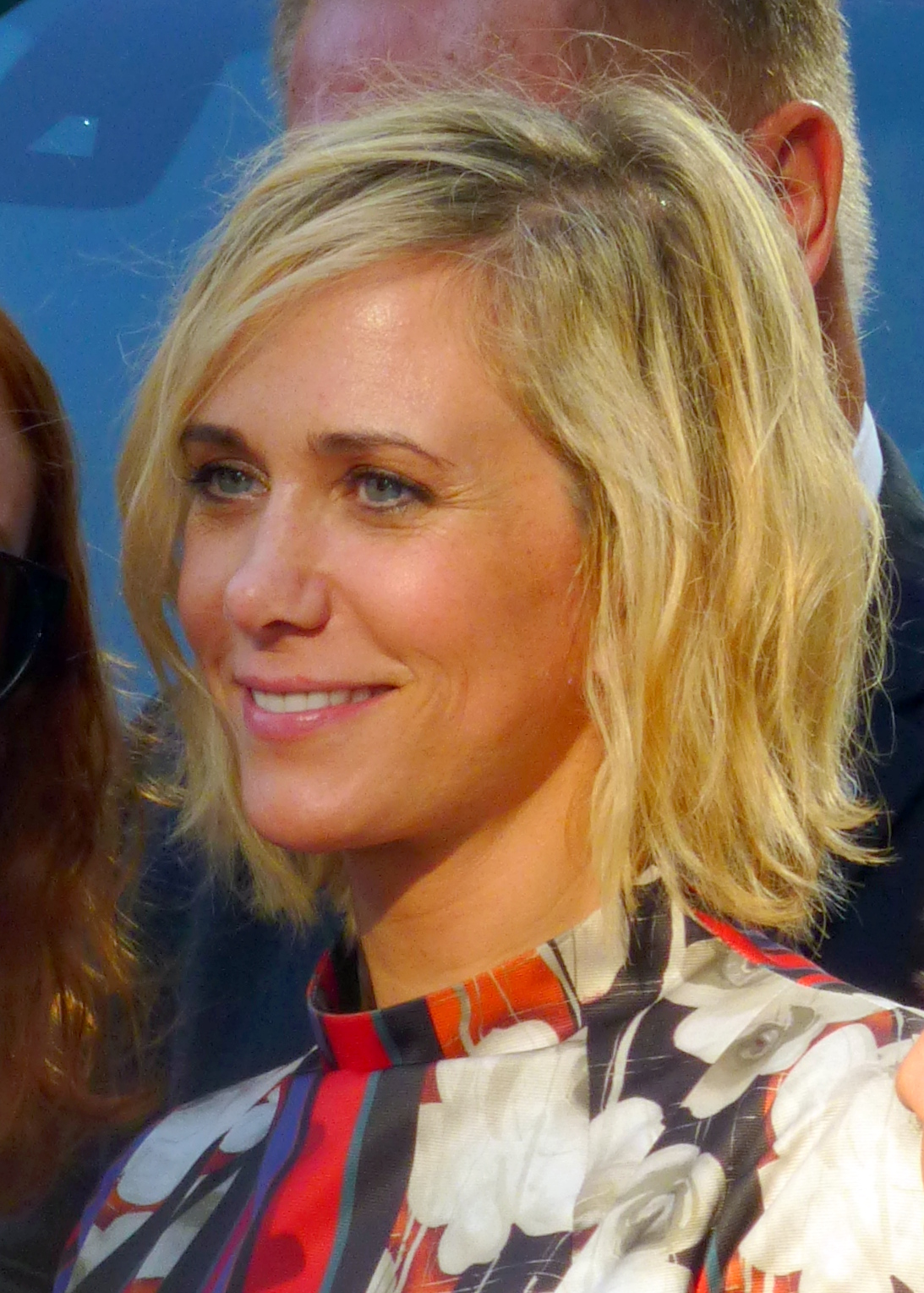
Kristen Wiig interpreta a la versión de Barbara Ann Minerva de Cheetah.

- La encarnación de Barbara Ann Minerva del Cheetah hizo su debut de acción real en la película Wonder Woman 1984 del Universo extendido de DC, interpretada por Kristen Wiig.[46] Similar a su historia de fondo de DC Rebirth, esta versión de Barbara se presenta inicialmente como una amiga y colega de Diana Prince que es ignorada y rechazada por su apariencia poco atractiva y sus escasas habilidades sociales. Después de desear ser como Diana mientras sostiene un artefacto mágico llamado "Dreamstone", Barbara desarrolla una personalidad más segura, su apariencia se vuelve más convencionalmente atractiva y desarrolla niveles sobrehumanos de velocidad, resistencia y fuerza. Sin embargo, también se vuelve más mezquina y arrogante hasta que se vuelve contra Diana y le pide a Maxwell Lord que la convierta en una "depredadora suprema". Él usa la magia para despojarla de su humanidad, convirtiéndola en un sobrehumano parecido a una chita llena de sed de sangre y rabia. Diana se enfrenta a Barbara y la derrota antes de enfrentarse a Lord, quien renuncia a sus poderes, lo que hace que Barbara vuelva a ser humana. Aunque Minerva pierde su apariencia de chita, no pierde sus poderes otorgados por el deseo pues no renunció a ellos.

### Videojuegos
En cuanto a Videojuegos, Cheetah (La versión de Bárbara Minerva) ha sido objeto de mención, ya sea como personaje jugable, antagónico y no jugable, o como contenido descargable, en los siguientes juegos:
- Justice League: Task Force.
- DC Universe Online.
- Justice League: Injustice for All.
- LittleBigPlanet 2.
- Lego Batman 3: Beyond Gotham.
- DC: Legends.
- Injustice 2.
- Lego DC Super-Villains.

Por otro lado en el videojuego Scribblenauts Unmasked aparecen todas las encarnaciones de Cheetah como personajes descargables.

### Audiolibro
- En 1982, sobre la Mujer Maravilla se publicó un audiolibro llevando la historia "Cheetah Merodeando" con la versión de Deborah Domaine como Cheetah.

### Miscelánea
- En los dos primeros números del cómic fuera de continuidad de los Super Amigos, Priscilla hace equipo con un grupo de otros villanos tales como (El Pingüino, El Juguetero, Poison Ivy y Human Flying Fish) como mentores de unos delincuentes juveniles. El socio de Priscilla es una adolescente, con el nombre de Gatito.
- La versión de Priscilla Rich de Cheetah apareció junto a otros villanos en el cómic de la serie animada de Batman: The Brave and the Bold.
- Cheetah aparece cerca del final del capítulo 8 del cómic Injustice cómic.

### Parodias
- En el episodio "Krazy Kripples" de la serie de televisión South Park, aparece una versión de la Legión del Mal que resulta ser una parodia. Esta Legión tiene un miembro parecida a la encarnación de Cheetah (Priscilla Rich).
- Una obra de teatro titulada, Attack of the Show! presenta una breve lista situaciones problemáticas que hacen referencia a como ser una Mujer Maravilla, En el tercer acto, titulado "como son sus villanos pueden ser cojos." Blair Butler (quien también escribió el acto), aparece vestido como Cheetah atacando a Olivia Munn (que estaba interpretando a una paródica Mujer Maravilla), solo para ser golpeado muy fácilmente. El Mayordomo vuelve a interpretar el papel de un segundo acto titulado "Guía de la Mujer Maravilla a la Oficina de Seguridad" en el que Cheetah emerge de un refrigerador después de haber sido informado sobre un viejo almuerzo que contiene componentes químicos correctos esenciales para poder crearlo.
- En el especial de Robot Chicken de DC Comics, aparece la versión de Cheetah de Priscilla Rich.